# Chiesa di San Giovanni Battista (Scala)
La chiesa di San Giovanni Battista sorge nella piazza omologa e principale di Pontone, chiamata in precedenza Scalellae, frazione di Scala situata in provincia di Salerno. È una chiesa cristiana di rito romano costruita in epoca medievale nella piazza principale del paese.

## Storia
Fonti incerte sulla fondazione della chiesa
La fondazione dell'edificio religioso è di epoca incerta ma si presume che sia di origine medievale poiché, lo stile di costruzione sia esterno che interno della chiesa rimanda a quel periodo, ciò lo fanno supporre anche i reperti rinvenuti al suo interno e una colonna posta orizzontalmente presente ancor oggi sulla sua facciata esterna.
Altre fonti riguardanti la fondazione della chiesa
Secondo altre fonti la chiesa risalirebbe al X secolo sorta insieme al paese Pontone durante la sua fondazione.
Le ristrutturazioni

La chiesa ha subito delle opere di ristrutturazione avvenute nel corso del tempo dalla sua fondazione fino a giorni nostri, con riadattamenti del locale interno per l'offici azione delle Sante messe e del campanile limitrofo.

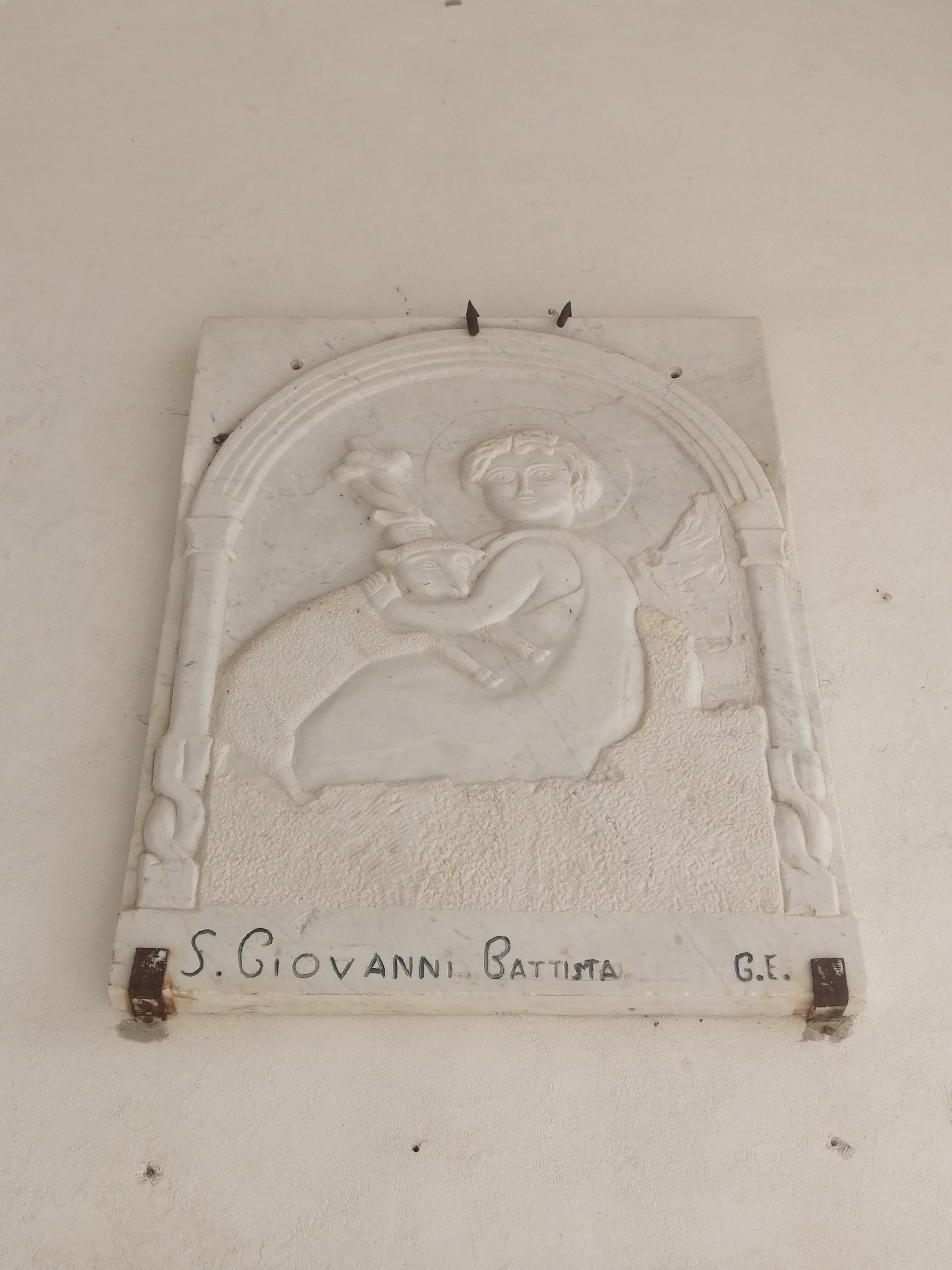
Pietra lavorata e raffigurante San Giovanni Battista con l’agnello redentore affissa ad una delle pareti d’ingresso del campanile della chiesa omonima.

## Descrizione
L'ubicazione della chiesa e la sua composizione esterna
La chiesa sorge nella piazza principale del paese che ha lo stesso nome del titolare della chiesa nonché patrono di Pontone insieme alla Madonna del Carmine, annessa alla chiesa vi è un campanile che la sovrasta. L'architettura è di tipo medioevale sia per quanto riguarda la chiesa sia per il campanile con influenze architettoniche bizantine e medievali. La piazzetta circolare che si estende tutta intorno alla chiesa nel medioevo fu realizzata per essere facilmente trasformata in una piscina, infatti, fin dall'Alto Medioevo a Pontone si lavorava la lana importata dalla Puglia: l’acqua della montagna, raccolta con un ingegnoso sistema di canali, allagava la piazza dove veniva immersa la lana grezza, testimonianza dell'antica piscina usata dalla corporazione dei lanaioli di Scala oggigiorno è il pozzo attualmente è ornamentale ed è presente quasi dirimpetto la chiesa nei pressi di una scalinata.
Il campanile
 

Il campanile è più grande in altezza della stessa chiesa, è accessibile da una porta che si trova vicino al suo ingresso principale, dopo l'arco di stile romanico. È stato costruito su una sporgenza di roccia sopraelevata. L'atrio del campanile è in parte crollato ed è costituito da tre volte a crociera, un tempo decorate ad affresco. Ci sono tre piani, due a pianta quadrata con finestre bifore a sesto acuto suddivise da colonne a sezione circolare con sovrastante capitello a cuscinetto, tipico dell'architettura della costiera amalfitana, il terzo piano è invece a pianta ottagonale, con monofore e sormontato da una cupoletta a sesto ribassato su tamburo. Ha rivestimenti in pietre e tarsie. L'orologio è stato montato nel 1793 ed è tuttora in funzione, ha una forma rotonda rivestito da maioliche vietresi policromato, unico in tutta la zona della costiera amalfitana Nel corso dei secoli successivi alla sua fondazione sono stati effettuati dei lavori intorno al campanile tant'è che è rimasto incastrato, dal secolo piano tra la chiesa ed un altro edificio per l'abitazione civile e ancor oggi è così. Sotto al campanile vi è un piccolo porticato nel quale vi è una porta per l'ingresso al campanile e che collega la piazza San Giovanni Battista con via Rosca.

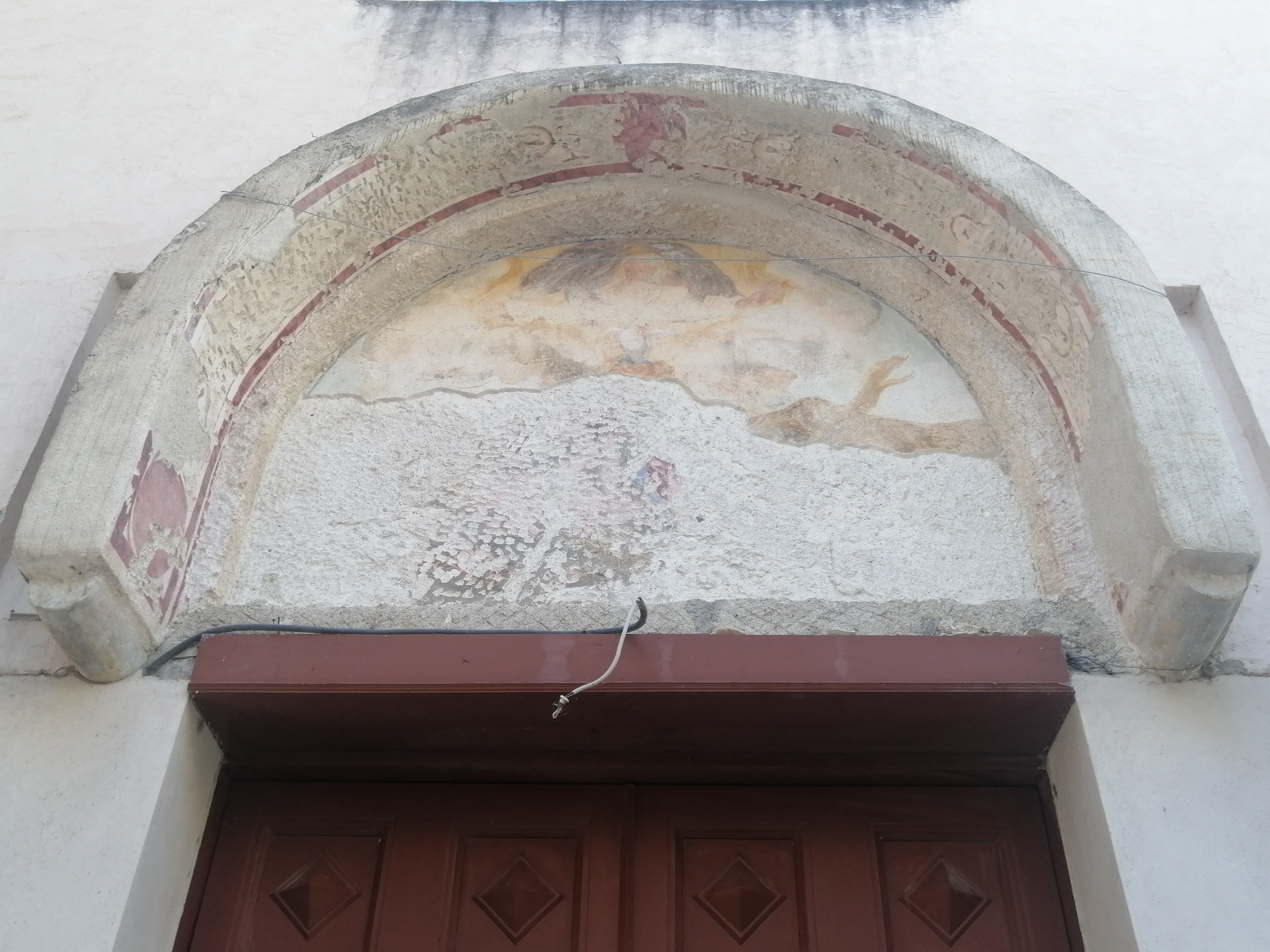
Affresco rovinato eseguito sul portone d'ingresso della chiesa.

La colonna della giustizia Sulla facciata della chiesa di San Giovanni Battista è presente ancora oggi una mezza colonna di piccole dimensioni che fuoriesce in maniera orizzontale datata XII secolo insieme alla facciata, visibile da tutta la piazza limitrofa, si trova lungo la facciata dell'edificio e vicino alle scalinate del borgo che portano in basso e fuori dalla cittadina, l'origine di questa colonnina è sempre medievale e risale alla fondazione dell'edificio. La colonna è stata lasciata dai suoi costruttori e per volere dall'antica corporazione dei lanaioli di Scala, a simboleggiare il porticato della chiesa che non fu mai realizzato per non togliere poi spazio alla piccola piazzetta del paesello, e ai diversi edifici civili sviluppatasi tutti intorno alla chiesa madre, poco dopo la costruzione della stessa. Si dice che le persone che si ponevano sotto la colonna avevano garantito il diritto di asilo, inoltre, qualsiasi uomo o donna ritenesse di aver subito un abuso, un'ingiustizia da chiunque, un re o altro potente, riceveva protezione dalla corporazione dei lanaioli di Scala e si rimetteva successivamente al giudizio imparziale della stessa corporazione. L'idea che una comunità potesse garantire i diritti di qualsiasi individuo testimonia quanto Scala ed il Ducato Amalfitano fossero, molto avanti alle esperienze liberali dell'Europa medievale.
Composizione interna dell'edificio

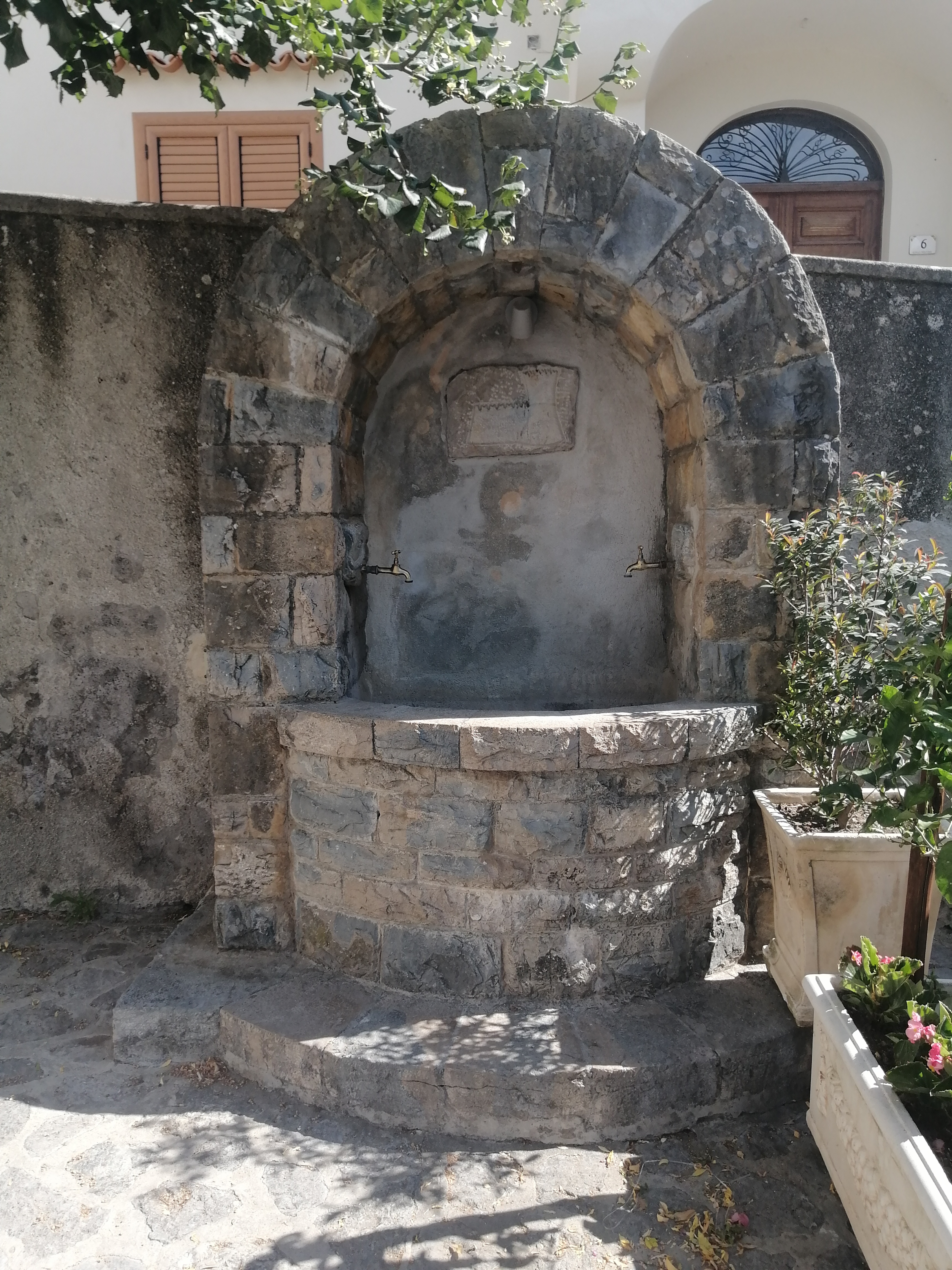
Antico pozzo cittadino ornamentale situato in piazza San Giovanni Battista di fronte alla chiesa omologa, un tempo utilizzato come fonte di raccolta delle acque piovane, non solo per l'abbeveramento e l'irrigazione dei campi locali ma anche dalla corporazione dei lanaioli di Scala per la lavorazione della lana.

L'interno della chiesa si presenta di modeste dimensioni, vi è un'unica navata e 3 archi lungo le pareti di destra e di sinistra, il pavimento presenta delle mattonelle ornamentali con dei motivi circolari lungo l'esterno del coro mentre quelle interne sono di colore bianco che ricordano la forma della coda dei pavone, andando verso l'altare maggiore la mattonella posta poca prima dell'altare è più grande e nel disegno al suo interno, formato da altre mattonelle vi è la rappresentazione di due uccelli che si tengono in bocca un ramoscello, prima dell'altare infine le mattonelle diventano più piccole e di colore alterno fra il bianco e il nero chiudendo in maniera orizzontale la zona dell'abside. Sotto il pavimento della chiesa c'è una cripta divenuta un ossario appartenente alla famiglia Spina, il suo fautore il nobile cavaliere amalfitano Filippo Spina, secondo una leggenda volle che la sua lapide, datata 1346, venne messa per sua volontà nel pavimento e che i fedeli entrando e pregando nella chiesa, calpestando il pavimento, lui avrebbe espiato più facilmente i suoi peccati in Purgatorio. Attualmente la lapide di Filippo Spina si trova conservata sempre all'interno della chiesa e la si può osservare vicino ad una parete. La famiglia Spina appartenente al ramo della media borghesia erano originari di Amalfi e possedevano anche un palazzo poco distante dalla chiesa nella stessa città di ubicazione della chiesa chiamato palazzo Spina Campanile. In fondo all'altare maggiore, di semplice fattura metallica di colore bronzeo, vi è una statua della Madonna del Carmine posta al suo centro, in una nicchia, ai lati della statua della Madonna vi sono altre due statue di santi. Alla destra dell'altare maggiore vi è un bassorilievo in metallo all'interno di una piccola nicchia riproducente l'ultima cena di Gesù con gli apostoli. Sulla sinistra, in una nicchia non particolarmente profonda, vi è una croce lignea di piccole dimensioni posta lungo la parete della stessa. Sul lato destro del muro, alla destra dell'altare maggiore invece vi è una statua di grandi dimensioni di San Giovanni Battista che viene portata in processione durante il periodo della sua ricorrenza, vi è anche un dorsale ligneo con la raffigurazione della statua di San Giovanni Battista lungo una di queste pareti.

## Eventi recenti
Festività di San Giovanni Battista
Ogni 24 giugno viene celebrata la festa del patrono San Giovanni Battista al quale è dedicato il nome della chiesa omologa. Dopo le consueta messa la statua di San Giovanni Battista viene portata in processione per tutto il paese e riportata al suo interno al suo termine.

## Cultura
Cinema
È stato girato un film sulla vita del nobile cavaliere Filippo Spina dal nome Il processo Spina dal regista Andrea Rispoli, uscito agli inizi del settembre del 2010. Nel film Filippo Spina appare nelle vesti di un mercante di lana della città di Pontone anziché come nobile cavaliere amalfitano e gli eventi si svolgono intorno al 1285, quando cercò di cambiare il suo destino.